# Vít z Montfortu (1244–1288/91)
Vít z Montfortu (francouzsky Guy de Montfort, 1244 - 1288?) byl jedním z mnoha synů hraběte Simona z Montfortu a Eleonory, sestry anglického krále Jindřicha III. Svůj život strávil na bitevním poli.

## Život

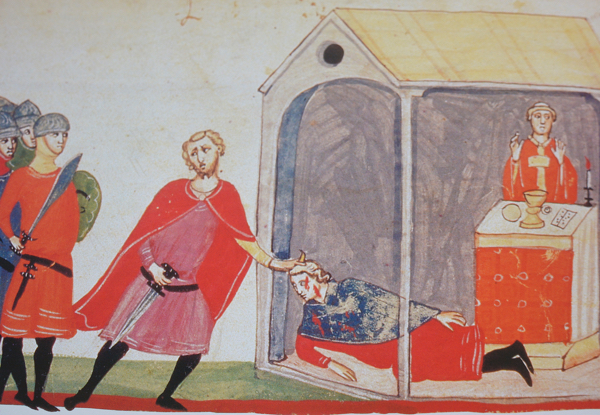
Vražda bratrance Jindřicha ve Viterbu

Vít se roku 1265 zúčastnil bitvy u Eveshamu, v níž zahynul jeho otec a starší bratr Jindřich. Vít samotný byl těžce zraněn a zajat. Z vězení ve Windsoru se mu podařilo roku 1266 utéct a odešel do exilu na kontinent. Společně s bratrem Simonem se dal do služeb novopečeného sicilského krále Karla z Anjou. Vyznamenal se v bitvě u Alby a získal za odměnu od Karla titul hraběte z Noly. Roku 1268 se ve službách Karla z Anjou zúčastnil bitvy u Tagliocozza v pozici velitele. Je možné, že ovlivňoval taktiku bitvy.
Roku 1271 společně s bratrem Simonem přepadl a ubodal svého bratrance Jindřicha, syna Richarda Cornwallského. Vražda se odehrála v kostele ve Viterbu, kam se Jindřich přišel pomodlit. Montfortové se tak pomstili za to, že Jindřich opustil řady vzbouřenců proti králi Jindřichovi III. Vražda oběma přinesla exkomunikaci. Simon téhož roku zemřel a Vít se znovu dal do služeb Karla z Anjou. Během války s Aragonií byl zajat a zemřel neznámo kdy ve vězení.